# Spherillo sarasinorum
Spherillo sarasinorum là một loài chân đều trong họ Armadillidae. Loài này được Dollfus miêu tả khoa học năm 1907.